# Katib
Un katib, kātib o kâtib  (en árabe: ﻛﺎﺗﺐ, plural: كتَّاب, kuttāb, literalmente "escriba", "escritor") fue el administrador musulmán que tenía la tarea de compilar documentos administrativos durante el período clásico islámico.
Un katib podía ser un escritor, escriba o secretario en el mundo de habla árabe, el mundo persa y otras áreas islámicas, llegando hasta la India. Sus funciones comprendían la lectura y la escritura de la correspondencia, la emisión de instrucciones a las órdenes del cargo superior y el archivo de la documentación.
La palabra proviene probablemente del árabe kitāb ("libro"), y probablemente fuera importada de los vecinos árabes del norte, los arameos. Es un concepto preislámico, encontrado en obras de antiguos poetas árabes. El arte de escribir, aunque esté presente en toda Arabia, fue aparentemente realizado por unos pocos. Entre los compañeros de Medina, alrededor de diez son mencionados como katibs. Los kitab que escribieron las revelaciones del Corán hechas explícitas por Mahoma fueron, entre otros, Zayd ibn Thabit, Abdallah ibn Sa'd o Muawiya ibn Abi Sufyán. Con la adopción del Islam, el puesto de katib se convirtió en un cargo de gran honor. 
En ese momento, en el modelo de la cancillería persa, se había desarrollado un complicado sistema de puestos gubernamentales, donde cada rama de una entidad gubernamental, religiosa, cívica o militar tenía su propio katib. De esta manera, el término se ha encontrado ampliamente en conjunción con otras palabras para dar lugar a un cargo de secretario más específico, como katib diván o secretario de finanzas, katib al-sirr o secretario de la cancillería o también secretario general, kâtib al-djaysh o secretario del ejército, y así sucesivamente. Durante los períodos omeya y abasí, los katib, grandes conocedores de la gestión de los numerosas y complejos ministerios y por su relación con los califas, se pusieron al frente de los divanes y llegaron a manejar los hilos del poder haciendo, a veces, sus cargos hereditarios. 
Durante el Imperio Otomano se utilizó con el mismo significado, es decir, Kiaya Katibi, secretario privado del bey Kiaya, y así se transfirió a otros idiomas, como qatib o qatip en albanés.